# Pour une morale de l'ambiguïté

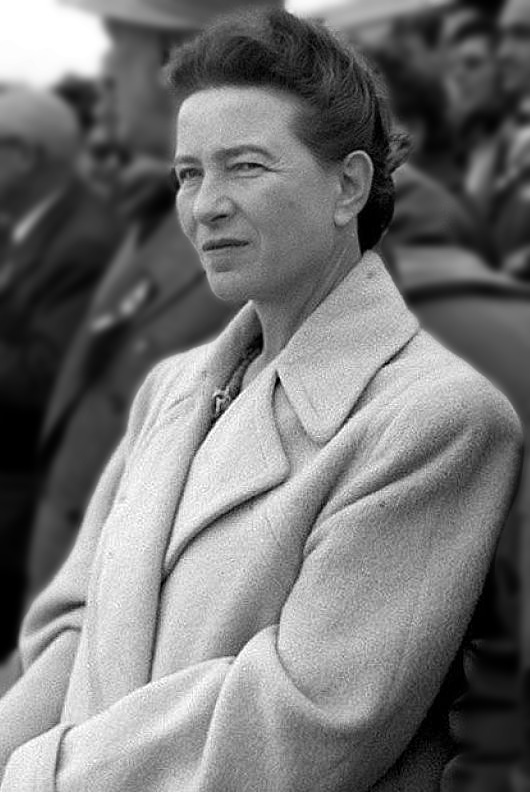
Simone de Beauvoir, auteur van Pour une morale de l'ambiguïté.

Pour une morale de l'ambiguïté (Nederlands: Pleidooi voor een Moraal van de Ambiguïteit) is het tweede grote filosofische werk van de Franse filosofe Simone de Beauvoir. Het boek is het resultaat van een filosofische poging van haar om een existentialistische moraal te creëren op basis van L'être et le néant van Jean-Paul Sartre. De delen werden eerst afzonderlijk gepubliceerd in Les Temps modernes, een magazine waar ze bij actief was, waarna het in 1947 als boek gepubliceerd werd.

## Inhoud
Pleidooi voor een Moraal van Ambiguïteit bestaat uit drie delen. Het eerste deel van het werk biedt een kort overzicht van haar ontologisch en epistemologisch denkkader. In deze hoofdstukken leunt ze het dichtste aan bij eerdere existentialisten, zoals Sartre en Merleau-Ponty. In deze hoofdstukken legt ze uit hoe het subject zich in een ambigue situatie bevindt. Enerzijds wordt het subject gekenmerkt als vrijheid of leegte. Een subject heeft geen 'essentie' en kan steeds zijn situatie overstijgen. Anderzijds moet het subject echter wel steeds handelen. Het subject, als dat wat niet vastgepind kan worden, is dus gedwongen om steeds te handelen. 
Uit deze ontologische punten volgt dan ook het probleem de existentialistische moraal: we kunnen onze handelingen in geen enkele objectieve waarde gronden, aangezien dit zou neerkomen op een verloochening van onze vrijheid, maar toch moeten we steeds keuzes maken. Voor de Beauvoir is dit echter niet zo kwalijk als het mag lijken. Het is pas door middel van projecten, ingevingen van onze vrijheid die we vrijwillig gekozen hebben, dat de vrijheid zich als vrijheid kan tonen.
In het tweede deel bespreekt de Beauvoir de verschillende manieren hoe een subject zich tot zijn eigen vrijheid kan verhouden:
- Allereerste is er het kind. Voor kinderen toont de wereld, inclusief de normen en waarden, zich als iets wat 'gegeven' is. Vandaar dat het kind voortdurend keuzes maakt zonder zich bewust te zijn dat er keuzes gemaakt worden. Het kind is als het ware vervreemd van zijn eigen vrijheid.
- Vervolgens spreekt de Beauvoir over quasi-kinderen: volwassenen die zich nog altijd ten opzichte van de wereld gedragen alsof ze kinderen zijn. In deze context heeft ze het vooral over serieuze mensen: mensen die de wereld zien als iets dat 'gegeven' is. Volgens de Beauvoir verloochenen ze op deze manier echter hun vrijheid. Verder bespreekt ze echter ook mensen die als slachtoffer van maatschappelijke onderdrukking gedwongen worden om de wereld als 'serieus' te behandelen, zoals vrouwen en slaven. Beide groepen vervreemden zich van hun vrijheid, omdat ze hun keuze gronden in een valse waarde.
- Vervolgens bespreekt ze mensen die vrijheid nastreven, maar niet durven om projecten aan te gaan. Ze karakteriseert dit als een nihilistisch project, aangezien de vrijheid zonder inhoud geen betekenisvol leven kan bieden.
- Daaropvolgend bespreekt ze de omgekeerde houding: iemand die projecten aangaat, maar daarin zijn eigen vrijheid wegcijfert. Hier heeft ze het over passionele verliefdheid of idealistische activisten. Ondanks dat de projecten hier theoretisch in het subject gegrond zijn komt dit in de praktijk voor haar toch nog steeds neer op een de facto serieuze levenshouding.

Ze concludeert dat de enige juiste levenshouding één is waarin het subject door middel van projecten zijn eigen vrijheid tot doel van zijn handelen blijft nemen. Hierbij stelt ze dat aan twee criteria voldoen moet worden vooraleer we van een betekenisvol leven kunnen spreken. Ten eerste moet het subject vrij willen zijn en vrijheid als doel van hun handelen nemen. Ten tweede moet het subject ook wensen dat de ander vrij is. Enkel de ander is namelijk in staat om onze contingente projecten te gronden, aangezien hun oordeel gegrond is in absolute vrijheid, zoals de onze.
In het laatste en langste deel van het boek gaat de Beauvoir in op de ethische en politieke implicaties van de visie die ze in deel één en twee theoretisch naar voren heeft gebracht. Ze benadrukt dat onze moraal altijd 'ambigu' zal zijn. De moraal is een poging om uiting te geven aan onze absolute vrijheid, maar is dus pure vrijheid en is daarom nooit in absolute waarden en principes te vatten. Hij die principes als onveranderlijk en universeel opwerpt dreigt in een serieuze levenshouding te vervallen en zijn eigen daden tegen te spreken. Zo heeft ze het over de 'antinomie van de daad': het idee dat ieder doorgedreven principe zichzelf ondergraaft. Hij die levens wil redden moet mensen vermoorden. Hij die vrijheid wil moet anderen onderwerpen.
In dit laatste deel heeft ze het over veel praktische politieke conflicten uit haar tijd: paternalisme, het verzet tijdens de Tweede Wereldoorlog, collaboratie, socialisme en de Sovjet-Unie, kapitalisme en de Verenigde Staten en de onderdrukking van de vrouw en mensen van kleur.

## Impact
Initieel had het werk van de Beauvoir geen grote maatschappelijke impact. Bij de uitgave van het werk kreeg ze veel kritiek van communistische commentatoren, aangezien in het boek zeer kritisch was geweest tegen het marxisme en de Sovjet-Unie. Een van de doelen van het werk was voor de Beauvoir om ruimte te creëren voor een niet orthodox marxisme dat de daden van de Sovjet-Unie kritisch zou onderzoeken.
Haar belangrijkste filosofische werk, Le Deuxième Sexe, kan in zekere zin gelezen worden als een casus waarin haar theorie wordt toegepast. Later in haar leven verzette de Beauvoir zich echter tegen haar ideeën uit Pour une Morale de l'Ambiguïte en Pyrrhus et Cinéas, een werk met een gelijkaardig thema dat ze tijdens de oorlog had uitgebracht. Later in haar leven zag ze deze werken als te abstract en als een vergeefse poging om het existentialisme theoretisch te onderbouwen, terwijl deze stroming voor haar intrinsiek atheoretisch van aard is.